# Катастрофа Boeing 737 в Тенсяні
Катастрофа Boeing 737 в Тенсяні — велика авіаційна катастрофа, що сталася 21 березня 2022 року. Авіалайнер Boeing 737-89P авіакомпанії China Eastern Airlines, що виконував регулярний внутрішній рейс MU5735 за маршрутом з Куньміна до Гуанчжоу у Китаї, розбився в горах у повіті Тенсянь, Учжоу, Гуансі-Чжуанського автономного району. Адміністрація цивільної авіації КНР підтвердила факт падіння літака і загибелі всіх 132 осіб, що знаходилися на його борту, — 123 пасажирів і 9 членів екіпажу.

## Політ

Маршрут рейсу 5735 (дані Flightradar24)

Літак вилетів з міжнародного аеропорту Куньмін-Чаншуй до міжнародного аеропорту Гуанчжоу-Байюнь о 13:15 за місцевим часом (07:15 UTC+02:00). Він мав приземлитися о 15:05 (09:05 UTC+02:00). За даними VariFlight, літак мав вилетіти з аеропорту Баошань-Юньжуй раніше того ж дня, о 08:35 за пекінським часом, і прибути до міжнародного аеропорту Куньмін-Чаншуй о 09:35, але його вчасний виліт було відмінено. Раніше рейс з Баошаня в Куньмін виконувався щодня, але його тимчасово призупинили через низьку кількість пасажирів унаслідок пандемії COVID-19 у материковому Китаї.
За чотири години до аварії метеослужби Учжоу оголосили попередження про сильний конвективний вітер.
За даними Управління цивільної авіації Китаю (CAAC), зв'язок з літаком було втрачено над містом Учжоу. О 14:22 (08:22 UTC), під час наближення до Гуанчжоу, літак раптово різко знизився з висоти 8900 м. Він ненадовго вирівнявся і піднявся з 2300 м до 2600 м, але знову занурився вниз, досягнувши остаточної зареєстрованої висоти 983 м менше ніж через дві хвилини після початку спуску. Він знижувався максимальною швидкістю майже 9400 м за хвилину, згідно з польотними даними, записаними Flightradar24. Літак розбився близько 14:38 у гірській місцевості в районі села Молан (кит. 莫埌村) селища Ланнань, розташованого в повіті Тенсянь, де згодом було виявлено купа уламків.
Мешканці навколишніх сіл почули гучний вибух, а саму аварію зняла камера відеоспостереження місцевої гірничодобувної компанії. На кадрах з місця катастрофи, зроблених після інциденту, видно уламки та пожежу. По околицях також було розкидано багато менших уламків. В результаті катастрофи загинули всі 132 пасажири та члени екіпажу літака. Це була перша катастрофа із загиблими літака авіакомпанії China Eastern Airlines після авіакатастрофи CRJ200 в Баотоу в листопаді 2004 року.

## Літак
Літаком був Boeing 737-89P (737NG або 737 Next Generation) з реєстраційним № B-1791 та серійним номером 41474. Літак оснащувався двома турбовентиляторними двигунами CFM56-7B26E. Вперше літак здійснив політ 5 червня 2015 року і був доставлений новим для використання авіакомпанією China Eastern Airlines 25 червня 2015 року Літак був пофарбований у ліврею авіакомпанії Yunnan Peacock. Модель задіяного літака не оснащувалася системою MCAS, яка використовувалася на новішому 737 MAX, що призвело до двох катастроф із загиблими у 2018 і 2019 роках і подальшої зупинки використання.

## Пошуково-рятувальна операція
Пожежна служба префектури Учжоу повідомила, що на місце аварії було направлено 450 пожежників. О 09:05 за київським часом пожежно-рятувальна служба Учжоу отримала дзвінок про катастрофу. О 09:56 прибули пожежники з сусіднього Танбу та провели розвідку. О 10:40 також були відправлені пожежники з-за меж Учжоу, у тому числі з Гуйліня, Бейхая, Хечжоу, Лайбіня та Хечи.

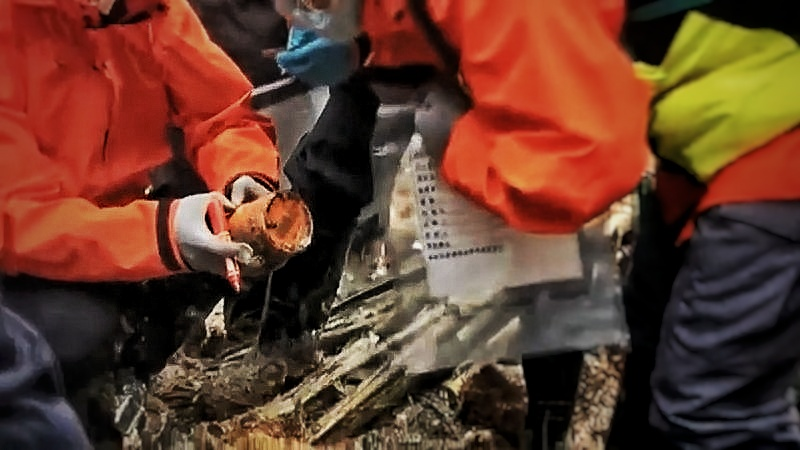
Знайдений самописець з кабіни, 23 березня

Повідомлялося, що рятувальникам спочатку було важко дістатися до місця, оскільки аварія спричинила пожежу в бамбукових лісах, яку було ліквідовано о 17:25 за місцевим часом (11:25 за київським часом). До вечора на місце прибули 117 рятувальників, загалом 650 були відправлені та прямували до місця з трьох сторін. Рятувальниками були знайдені уламки літака та речі пасажирів, але слідів людських тіл чи останків виявлено не було. Працівники використовували ручне обладнання, собак для пошуку людей і БПЛА для пошуку бортових самописців і людських останків, знайшовши один бортовий самописець 23 березня. Пошук наслідків аварії здійснювався в радіусі 30 метрів, де було знайдено більшу частину уламків. Рятувальники знайшли уламки довжиною 1,3 метри, які, ймовірно, були частиною літака, за 10 кілометрів від основного місця авіакатастрофи.
Волога погода та складна доступність місця аварії ускладнили процес пошуково-рятувальної операції. Сильний дощ частково заповнив воронку водою, яку довелося відкачувати. Відновлювальні роботи були призупинені вранці 23 березня через загрозу зсувів. Останки всіх 132 пасажирів літака були ідентифіковані до 29 березня. Станом на 31 березня було знайдено щонайменше 49 117 уламків літака.

## Пасажири
За даними Управління цивільної авіації КНР (англ. Civil Aviation Administration of China, CAAC), на борту перебували 123 пасажири та 9 членів екіпажу, загалом 132 людини. CAAC та авіакомпанія здійснюють перевірку імен пасажирів літака. За даними Центрального телебачення Китаю, всі пасажири були громадянами Китаю.

## Розслідування

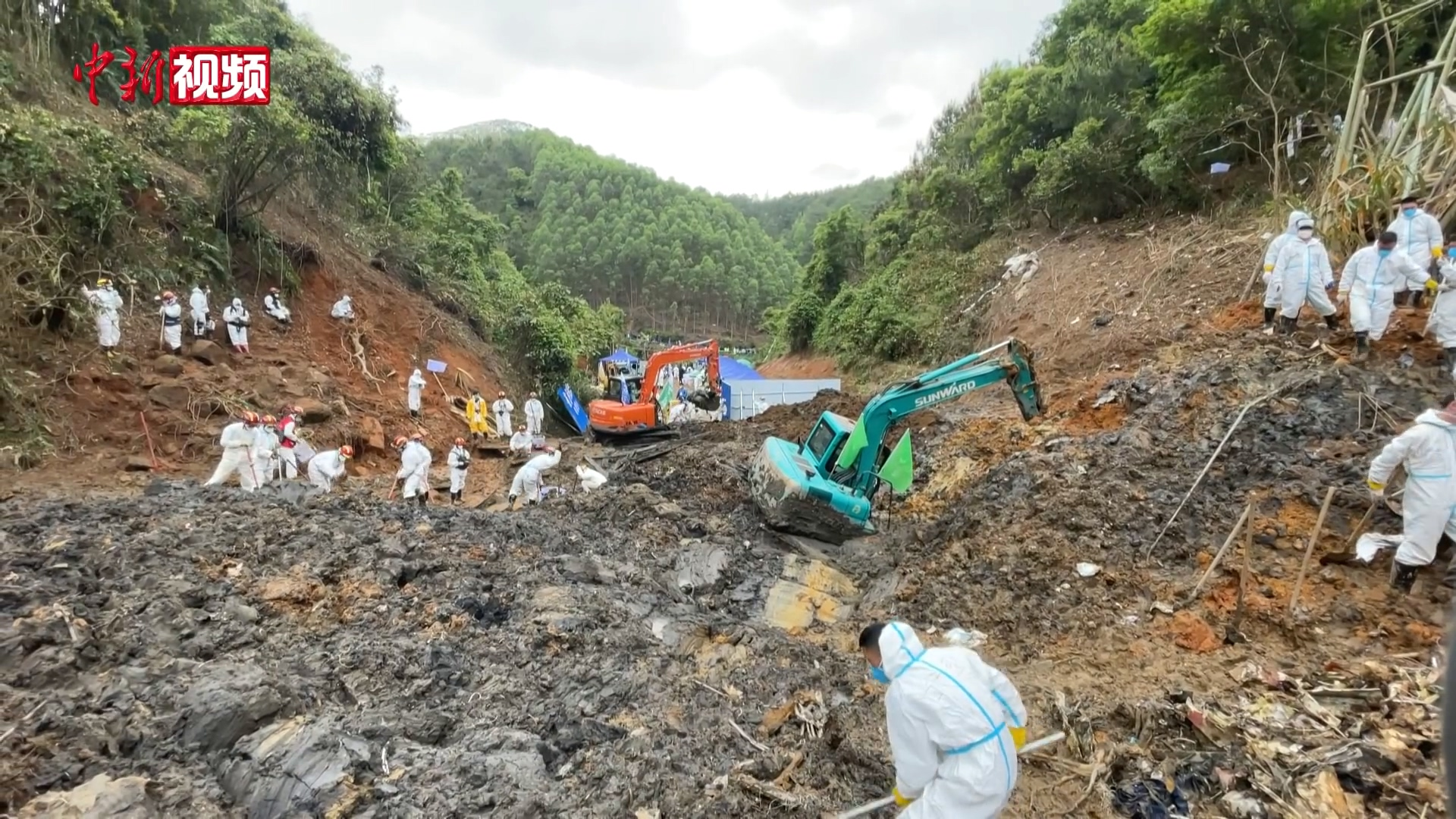
На місці авіакатастрофи працюють пошуково-рятувальні групи, 25 березня

Прем'єр-міністр Китаю Лі Кецян закликав докласти всіх зусиль для пошуку тих, хто вижив, і лікування поранених, а також наголосив на необхідності заспокоїти і допомогти сім'ям загиблих. Лідер Китаю Сі Цзіньпін закликав слідчих якомога швидше встановити причину катастрофи та забезпечити «абсолютну» авіаційну безпеку.
Федеральне авіаційне управління (англ. FAA) Сполучених Штатів Америки заявило, що «готове надати допомогу в розслідуванні», якщо це буде потрібно. Компанія «Boeing» заявила, що була проінформована за попередніми звітами та збирає деталі. Національна рада з безпеки на транспорті (англ. NTSB) Сполучених Штатів Америки повідомила, що високопоставлений чиновник був призначений представником для розслідування авіакатастрофи. Представники CFM International, Boeing та FAA також виступатимуть технічними консультантами під час слідства. Міністр транспорту США Піт Буттіджедж заявив 23 березня, що китайська влада запросила NTSB взяти участь у розслідуванні. Правила карантину щодо COVID-19 можуть ускладнити доступ американських слідчих до материкового Китаю. 29 березня 2022 року NTSB оголосив, що Китай надав візи агентству та технічним консультантам Boeing, виробника двигунів CFM і FAA.
Один із двох бортових самописців було знайдено 23 березня. Він був описаний як «настільки сильно пошкоджений, що неможливо було відразу сказати, чи це реєстратор польотних даних чи диктофон кабіни». Його відправили до Пекіна для розшифрування. Передавач аварійного локатора (англ. ELT) було вилучено 26 березня, а 27 березня було вилучено реєстратор польотних даних (англ. FDR). Він знаходився на глибині 1,5 метра і виглядав трохи пом'ятим, але був цілим. Два бортових самописці були відправлені до Вашингтону (США) для аналізу. Одночасно 1 квітня група слідчих NTSB виїхала зі США до Китаю
20 квітня CAAC оприлюднив попередній звіт про аварію, в якому зазначено, що «перед відхиленням від крейсерської висоти в радіозв'язку та команді управління між екіпажем і відділом управління повітряним рухом не було відхилень». Повідомлялося, що літак придатний до польотів, пройшов перевірку, весь персонал відповідав вимогам, погода сприятлива, небезпечних вантажів не було виявлено.

## Реакція

### У КНР
CAAC створив оперативну групу надзвичайних ситуацій і направив команду на місце катастрофи. Лю Нін, секретар Комуністичної партії Китаю (КПК) в Гуансі, прибув на місце аварії та наказав провести «повну» пошуково-рятувальну операцію. Його також супроводжували директор Постійного комітету Конгресу народних представників Гуансі та інші офіційні особи.
Компанія China Eastern відкрила гарячу лінію для членів сім'ї Авіакомпанія оголосила, що використання парку Boeing 737—800 буде призупинено для перевірки до завершення розслідування авіакатастрофи. Більшість цих літаків авіакомпанії зрештою повернулися до експлуатації у квітні 2022 року.
VariFlight повідомила, що майже 74 відсотки з 11 800 рейсів, запланованих у КНР на 22 березня, були скасовані в результаті авіакатастрофи. Більшість рейсів між Пекіном і Шанхаєм були скасовані. Повідомляється, що рівень скасування був найвищим у Китаї в 2022 році. Майже 89 відсотків усіх рейсів China Eastern були скасовані 22 березня.
Новини про катастрофу жорстко цензурувалися в Китаї. Державні ЗМІ зосередилися на описові діяльності аварійних бригад, включаючи докладні описи їхнього обладнання та провізії, а також розповідали про накази Сі Цзіньпіна, щоб чиновники зробили все можливе, щоб знайти тих, хто вижив. Після того, як офіційні особи спочатку не відповіли на елементарні запитання про літак та його пілотів, онлайн-коментатори звинуватили їх у «райдужних пуканнях», ідіомі для надмірної похвали. Статті та пости в соцмережах, які ставили детальніші запитання, цензура видаляла. Зіткнувшись із зростаючим тиском, офіційні особи врешті-решт надали інформацію про історію технічного обслуговування літака, досвід польотів пілотів і погодні умови на момент катастрофи.
Протягом двох годин після катастрофи 20 людей стверджували, що «вижили», оскільки не сіли на літак. Місцеві ЗМІ визнали лише два з цих тверджень справжніми.

### Міжнародна
Ряд іноземних світових лідерів висловили співчуття з приводу загиблих в катастрофі, зокрема Нарендра Моді, Імран Хан, Джастін Трюдо, Кім Чен Ин, Борис Джонсон, Володимир Путін, Цай Ін-вень, Серджо Маттарелла, Ісмаїл Сабрі Якоб тощо.
В Індії Генеральний директорат цивільної авіації (DGCA) встановив «посилене спостереження» за всіма літаками Boeing 737, якими літають індійські перевізники SpiceJet, Vistara та Air India Express. Представник контролюючого органу сказав, що «безпека — це серйозна справа», і за ситуацією уважно стежать.
На фондових ринках США акції Boeing спочатку впали на 7,8 відсотка, а акції China Eastern на 8,2 відсотка після інциденту. На Гонконгській фондовій біржі акції China Eastern подешевшали на 6,5 відсотка.
Компанія Boeing висловила співчуття сім'ям загиблих і заявила, що підтримує зв'язок з China Eastern та NTSB.